# Rondo (eiland)
Rondo, ook Ronda, is een klein en onbewoond eiland in de Andamanse Zee, voor de kust van de West-Sumatraanse provincie Atjeh in de Zuidoost-Aziatische eilandrepubliek Indonesië. Het eiland meet amper 100 m, ligt op 61 km ten noordwesten van Banda Atjeh en 21 kilometer ten noordwesten van het eveneens Atjehse, maar veel grotere en bewoonde eiland Sabang, op circa 6° noorderbreedte en 95° oosterlengte, en maakt deel uit van de Grote Soenda-eilanden en van de stadsgemeente Sabang. Rondo ligt van zowat alle eilanden in Indonesië het dichtst bij de Indiase Andaman- en Nicobareilanden. 

## Geschiedenis en actualiteit
Rondo kwam in de internationale media toen op 25 april 2006 77 Myanmarese mannen met hun schip onverwacht op het eiland aanmeerden. De lui waren op weg naar Maleisië, waar ze asiel zouden aanvragen. De Myanmarezen zijn, na opgevangen geweest op Sabang, dan ook opnieuw met dezelfde boot naar Maleisië vertrokken.
Op 2 maart 2006 werd bekendgemaakt dat enkele leden van de Indonesische marine zich voortaan op het eiland Rondo zullen stationeren, omdat het "direct" grenst aan een ander land (in dit geval India). Net zoals Berhala (bij Maleisië), Sekatung (bij Vietnam), Dana (bij Australië), Batek (bij Oost-Timor) en Marore (bij de Filipijnen), is het de bedoeling om Indonesië te beschermen tegen een eventuele poging grondgebied over te nemen of te controleren door buurlanden. 
Op 30 december 2005 werd de allereerste tsunamiboei te water gelaten bij het eiland Rondo. Het ging om een Maleisisch project dat de samenwerking van Indonesië genoot. De tsunameter in de boei kan ongewoon hoge golven, die het gevolg zijn van een zeebeving in de Sumatraregio van de Indische Oceaan, detecteren, en zorgt ervoor dat inwoners van Maleisië in het oosten een uur op voorhand worden gewaarschuwd. 